# جزیره نامهائه
جزیره نامهائه (انگلیسی: Namhaedo) جزیره اصلی شهرستان نامهائه است و در جنوب استان جیونگسانگ جنوبی در کره جنوبی واقع شده است.